# Désir (album de Paulina Rubio)
 (septembre 2024).
Pour les articles homonymes, voir Désir (homonymie).
Albums de Paulina Rubio
Pau Factor
Deseo (Désir) est le onzième album studio de l'artiste mexicaine Paulina Rubio, sorti le 14 septembre 2018 sous le label Universal Music Spain, sept ans après son prédécesseur Brava! (2011). Rubio a collaboré avec une multitude de producteurs et d'artistes sur cet album, parmi lesquels Mauricio Rengifo, Andrés Torres, Juan Magán, The Julca Brothers, Toy "Selectah" Hernández, Morat, Joey Montana, Nacho, Xabier San Martin de La Oreja de Van Gogh, Alexis & Fido et DCS. Il s'agit d'un album pop caractérisé par des rythmes latins abondants avec des sonorités urbaines, et des thèmes lyriques centrés sur l'amour et l'émancipation féminine.
Cinq singles ont précédé la sortie de l'album, publiés sur une période de trois ans. Cela a commencé en 2015 avec Mi Nuevo Vicio en featuring avec le groupe colombien Morat, suivi en 2016 par les deuxième et troisième singles, Si Te Vas et Me Quema, pour enfin se conclure en 2018 avec les quatrième et cinquième singles Desire (Me Tienes Loquita) en featuring avec Nacho et Suave y Sutil. L'album a atteint la dix-huitième place du classement des albums Promusicae et la treizième place du classement Billboard Latin Pop Albums. Il a été certifié disque d'or au Chili.

## Contexte et développement
Depuis 2012, en pleine promotion de son dernier album studio à long terme, intitulé Bravísima!—qui était une réédition de l'album studio original de la chanteuse sorti un an auparavant—Paulina Rubio a été coach dans différentes versions de l'émission de téléréalité musicale La Voz et a rejoint le jury de la troisième et dernière saison du programme musical américain The X Factor, où elle a remplacé Britney Spears. À la fin de 2013, Universal Music a sorti le premier album compilation de Rubio intitulé Pau Factor, contenant les chansons les plus réussies de l'artiste issues de ses six albums studio sous ce label.
Paulina Rubio a d'abord évoqué un nouveau single le jour de la Saint-Valentin en 2014, en jouant une chanson de style La Bomba intitulée Cuanto Te Quiero avec des producteurs en studio. Bien qu'elle l'ait interprétée en direct à plusieurs reprises, la sortie de la chanson en tant que premier single de l'album a été annulée pour des raisons inconnues.
Un nouveau single est sorti en janvier 2015, Mi Nuevo Vicio, en collaboration avec le groupe colombien Morat, et il a été supposé qu'il s'agirait du premier single du onzième album studio de Paulina Rubio. La chanson a connu un grand succès en Espagne et en Amérique latine, particulièrement en Espagne, où elle a atteint la première place du classement des chansons physiques et numériques. Cependant, la chanteuse n'a pas annoncé la sortie d'un nouvel album. Dans une interview avec EFE en mars 2020, Rubio a expliqué qu'à cette époque, elle travaillait « davantage en tant que productrice, femme d'affaires, et surtout, en tant que mentor [dans différentes émissions de téléréalité musicale]. »
En décembre 2016, Paulina Rubio a confirmé que son nouvel album inclurait des collaborations avec DJ Snake et Selena Gomez, déclarant : « Mon nouvel album est comme un autre membre de l'équipe, ou de la famille. Ce sera un véritable guerrier, avec un peu de tous les genres, de la banda au pop, et des collaborations avec DJ Snake et Selena Gomez. J'ai essayé de conserver un élément clé : que la musique soit dansante. » Par la suite, les représentants de Selena Gomez ont démenti qu'elle ait travaillé avec Rubio.
Paulina Rubio a ensuite continué à sortir plusieurs singles, tels que Si Te Vas, Me Quema et Desire (Me Tienes Loquita), avant de finalement révéler le titre et la date de sortie de son nouvel album, Deseo, annonçant sa sortie pour le 14 septembre 2018. Une semaine avant, un autre single intitulé Suave y Sutil est sorti le 7 septembre 2018. Cette chanson marque un retour à son son pop, en s'éloignant des singles orientés reggaeton qui l'avaient précédée. Le single a été produit par Andrés Torres et Mauricio Rengifo, responsables de productions de succès latins comme Despacito et Échame La Culpa de Luis Fonsi.

## Thème et illustration
Paulina Rubio a expliqué que Deseo représente « un sentiment qui peut ressembler à ce que je suis », définissant également l'album comme « la mèche qui allume n'importe quel feu, comme le désir de s'améliorer, de s'éloigner de quelque chose que l'on n'aime pas, de changer de vie, ou simplement d'avoir la force d'accomplir ce que l'on souhaite ». La pochette de l'album montre Rubio assise, jambes nues et portant des talons hauts, jouant de la guitare. Au-dessus, en grosses lettres rouges, figure le mot DESEO, qui donne son titre à l'album. La pochette a été dévoilée le 3 septembre 2018 sur les réseaux sociaux de la chanteuse.

## Composition

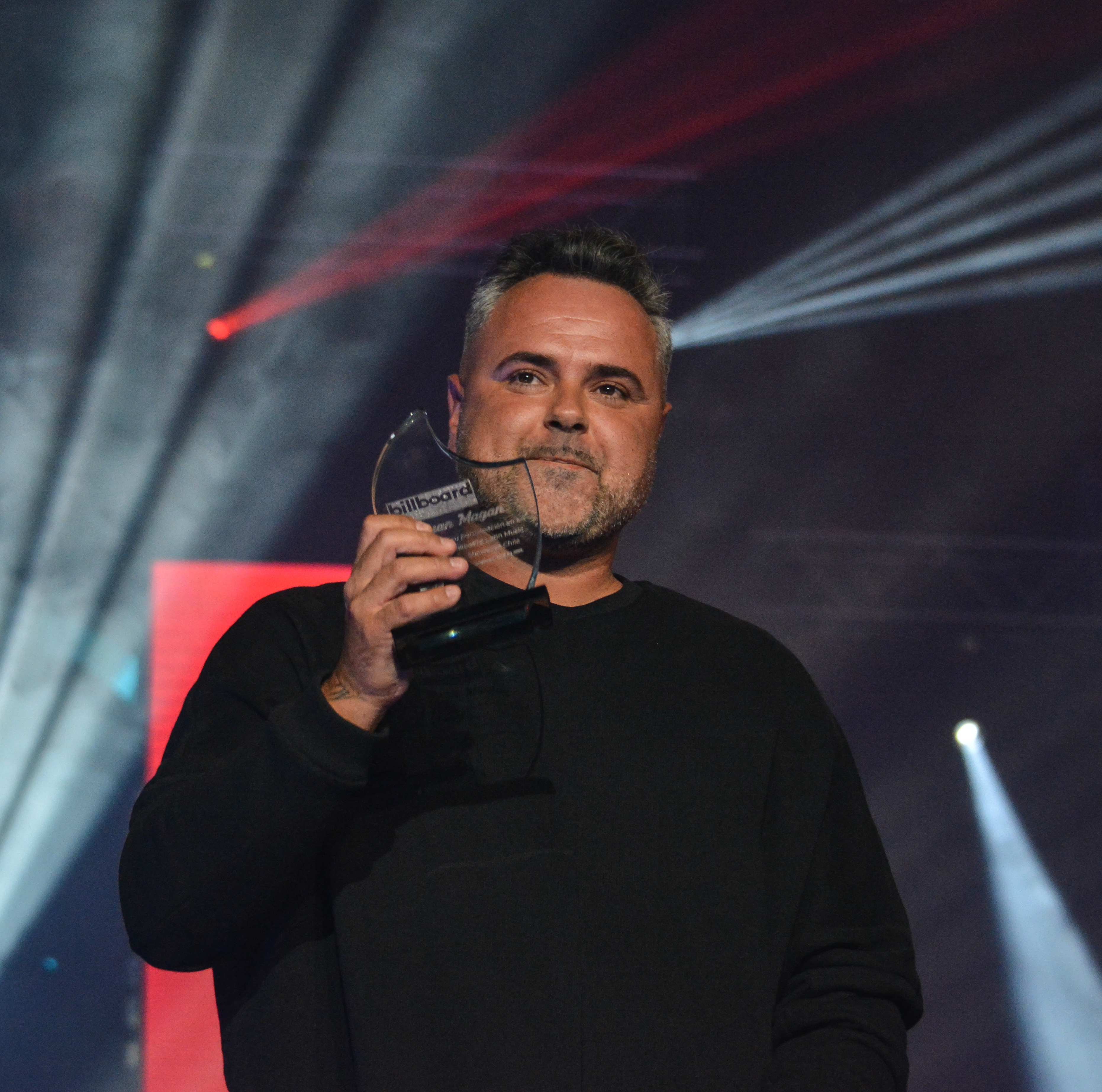
Le DJ et chanteur espagnol Juan Magán est l'artiste et producteur de l'album.

Paulina Rubio a commenté que le contenu de Deseo « active les sens des femmes et capture qui je suis, sur scène comme en dehors ». Les médias ont qualifié l'album d'œuvre où Rubio « donne du pouvoir aux femmes ». Le genre musical de l'album est principalement pop, avec une incursion dans le reggaeton et « des rythmes latins abondants de sonorités urbaines ». Sur le plan lyrique, l'album aborde des thèmes liés à « l'émancipation féminine »,,l'amour et le désir sexuel.
Deseo s'ouvre avec le single principal Desire (Me Tienes Loquita), une chanson hybride de dance-pop EDM et reggaeton, en collaboration avec le chanteur vénézuélien Nacho. Suave Y Sutil se distingue par un son différent de celui du titre de l'album, étant une chanson pop-rock avec un hymne à l'auto-émancipation, décrite comme une « révision » du hit de Rubio des années 2000, Ni Una Sola Palabra. Me Quema, de style pop latin, est remarquée pour ses sonorités tropicales et caribéennes. Le quatrième morceau, Late Mi Corazón, présente une collaboration avec le producteur et chanteur espagnol Juan Magán. Sur le plan sonore, c'est une chanson festive aux influences urbaines et électro-dance. Mi Nuevo Vicio est considéré comme l'un des moments forts de l'album, grâce à sa production mêlant guitares acoustiques et rythmes de rumba colombienne. La chanson inclut une collaboration avec le groupe pop colombien Morat.
Hoy Eres Ayer est une ballade pop-rock légère, caractérisée par ses cordes mélodiques et ses accroches de batterie. Le septième morceau, Cuánto Te Quiero, se distingue par un échantillon de La Bamba, avec des riffs de guitare, un rythme pop et un pont en « marimba futuriste ». Le fils aîné de Rubio, Andrea Nicolás, participe aux chœurs. Entre La Luna Y El Sol, qui cite l'histoire folklorique mexicaine de l'amour entre le soleil et la lune, est une piste ranchera avec des arrangements reggae. Bajo La Luna, l'un des meilleurs morceaux de l'album, utilise ses précédentes expérimentations avec le style gitan et la musique flamenco mélangés à la pop, et est une chanson d'amour joyeuse. Le dernier morceau de l'album, Si Te Vas, a été comparé à son travail des années 1990 pour son style pop-rock.

## Accueil critique
À sa sortie, la réception critique de Deseo a été fortement divisée. Selon plusieurs médias, l'album « maintient la même énergie » que la musique de Rubio « mais n'hésite pas à incorporer de nouveaux sons contemporains, notamment du genre urbain ». Odi O'Malley, sur leur site, a décrit l'album comme « une compilation : sur ses 10 chansons, seulement 5 sont nouvelles pour l'auditeur, les autres étant des singles sortis au cours des trois dernières années ». Il a mis en avant les chansons pop-rock mélodiques et Mi Nuevo Vicio comme les meilleurs morceaux de l'album, mais a également déclaré que « Rubio essaie de rattraper les tendances musicales, en utilisant davantage de bases urbaines, en essayant d'inclure des éléments de dancehall ou d'EDM dans certaines pistes, bien qu'elle n'ait pas réussi à bien le faire dans aucune d'entre elles ».

## Liste des morceaux
| Deseo track listing | Deseo track listing                                     | Deseo track listing                                                        | Deseo track listing | Deseo track listing | Deseo track listing | Deseo track listing | Deseo track listing | Deseo track listing | Deseo track listing |
| No                  | Titre                                                   | Producer(s)                                                                | Durée               |                     |                     |                     |                     |                     |                     |
| ------------------- | ------------------------------------------------------- | -------------------------------------------------------------------------- | ------------------- | ------------------- | ------------------- | ------------------- | ------------------- | ------------------- | ------------------- |
| 1.                  | Desire (Me Tienes Loquita) (Featuring Nacho)            | - Mauricio Rengifo - Andrés Torres                                         | 3:10                |                     |                     |                     |                     |                     |                     |
| 2.                  | Suave y Sutil                                           | - Rengifo - Torres                                                         | 3:30                |                     |                     |                     |                     |                     |                     |
| 3.                  | Me Quema                                                | - Rengifo - Torres                                                         | 3:18                |                     |                     |                     |                     |                     |                     |
| 4.                  | Late Mi Corazón (Featuring Juan Magán)                  | - Juan Magán - DCS - Wender Wagner Kramer - Luggi Giussepe Olivares Gordon | 2:56                |                     |                     |                     |                     |                     |                     |
| 5.                  | Mi Nuevo Vicio (Featuring Morat)                        | - Carlos Paucar - Rengifo                                                  | 4:01                |                     |                     |                     |                     |                     |                     |
| 6.                  | Hoy Eres Ayer                                           | - The Julca Brothers                                                       | 3:27                |                     |                     |                     |                     |                     |                     |
| 7.                  | Cuánto Te Quiero                                        | - Julca Brothers                                                           | 3:36                |                     |                     |                     |                     |                     |                     |
| 8.                  | Entre La Luna Y El Sol                                  | - Toy "Selectah" Hernández                                                 | 3:16                |                     |                     |                     |                     |                     |                     |
| 9.                  | Bajo La Luna                                            | - Julca Brothers                                                           | 3:52                |                     |                     |                     |                     |                     |                     |
| 10.                 | Si Te Vas                                               | - Julca Brothers                                                           | 3:33                |                     |                     |                     |                     |                     |                     |
| 11.                 | Si Te Vas (Versión Reggaetón) (Featuring Alexis & Fido) | - Julca Brothers                                                           | 4:21                |                     |                     |                     |                     |                     |                     |
| 38:49               |                                                         |                                                                            |                     |                     |                     |                     |                     |                     |                     |